# Folkrepubliken Benin
Folkrepubliken Benin (franska: République populaire du Bénin) var en socialistisk stat (allmänt känd som "kommuniststat" i väst) vid Guineabukten i Västafrika. Folkrepubliken Benin skapades den 30 november 1975, efter militärkuppen i landet 1972. Staten existerade fram till 1 mars 1990, då den nya konstitutionen var klar, och då marxism-leninismen avskaffats 1989.